# Juan de Camargo Angulo
Juan de Camargo Angulo (Ágreda, 30 de junio de 1663 – Madrid, 24 de mayo de 1733) fue un eclesiástico y hombre de estado español, que ocupó los cargos de obispo de Pamplona, comisario general de Cruzada e inquisidor general de España. Este último puesto le permitió ser miembro del consejo de estado durante el breve reinado de Luis I.

## Biografía
De familia noble, fue hijo de José Antonio Camargo y Pasquier, primer conde y señor de la villa de Villarrea y otras señorías en Castilla y Francia; y de María Teresa de Angulo y Rada, originaria de Cervera.
Entró en el Colegio Mayor de San Bartolomé de Salamanca el 10 de febrero de 1685. En 1688 se licenció en Leyes, y posteriormente obtiene sucesivamente las Cátedras de Instituta (1696-1698), Volumen (1698-1699) y Digesto (1699-1700). Ostentando esta última cátedra fue nombrado canónigo y arcediano en la catedral de Burgos. En 1699 fue nombrado fiscal de la Inquisición de Granada por Baltasar de Mendoza, cargo que ejerció hasta 1708 cuando es nombrado inquisidor de la corte. Al año siguiente Felipe V le otorga el cargo de fiscal del Consejo de la Suprema. Se dice que fue muy conocido por los ministros, pero que llevaba una vida retirada y sólo se le veía en las iglesias, en los tribunales y en su casa.
En 1716, Felipe V lo promueve a obispo de Pamplona, pero en primera instancia Camargo rechaza el ofrecimiento. Volverá a rechazar el cargo una segunda vez pero, por insistencia del rey, en el tercer decreto de nombramiento fue obligado a aceptar el obispado, del cual tomó posesión como procurador el 12 de diciembre del mismo año, le fueron expedidas las bulas papales el 5 de octubre, y fue consagrado finalmente el 18 de diciembre de 1716 por Francesco del Giudice. Entró en su territorio diocesano el 9 de febrero del año siguiente, y se mantuvo de forma efectiva en el cargo hasta el 23 de agosto de 1720, cuando el rey lo nombra inquisidor general, llegando conjuntamente el nombramiento con las bulas y la dispensa de residencia en la diócesis por parte del papa. Poco después también fue nombrado Comisario General de Cruzada.
En 1724, Felipe V escogía a Camargo para formar parte del consejo de Estado que debía asesorar a su hijo Luis I, en quien acababa de abdicar. Al año siguiente renunciaba al obispado de Pamplona y volvía a ocupar la Comisaría de Cruzada, y además se convertía canónigo de la Catedral de Toledo. En 1728 fue propuesto en segundo lugar para convertirse en cardenal, pero el gorro lo recibió finalmente Diego de Astorga y Céspedes. Murió en Madrid el 24 de mayo de 1733, y fue enterrado en su ciudad natal de Ágreda.